# Karl Friedrich Wilhelm Wasmuth von Wintzingerode
Freiherr Karl Friedrich Wilhelm Wasmuth von Wintzingerode, auch Carl von Wintzingerode (* 21. Juni 1772 in Hasselfelde am Harz; † Dezember 1830 in Berlin), war ein deutscher Forstbeamter.

## Leben

### Familie
Carl von Wintzingerode war der Sohn von August Johann Friedrich von Wintzigerode (1744–1792), Oberlandforstmeister und Kriegsrat, und dessen Ehefrau Luise (geb. von Kauffberg); sein Bruder war Wilhelm Karl August von Wintzigerode (1782–1819), kurhessischer Oberforstmeister, verheiratet mit Marie, Tochter von Wilhelm IX. und Schwester des Freiherrn Julius Heinrich Friedrich Ludwig von Haynau (1786–1853). Dessen Sohn war der spätere Landrat Wilhelm von Wintzingerode-Knorr.
Er war verheiratet mit Henriette (geb. von Retzow); sein Sohn war August von Wintzigerode (* 1801 in Wehnde), Oberforstmeister und Regierungsrat.

### Werdegang
Carl von Wintzingerode erhielt seine Schulbildung durch Hauslehrer und später auf dem Collegium Carolinum in Kassel.
Er begann 1788 ein Studium des Forst- und Bergwesens sowie der Rechts- und Kameralwissenschaften an der Universität Marburg, das er an der Universität Rinteln fortsetzte. Seine praktischen Kenntnisse in der Waldwirtschaft erwarb er sich in den hessischen Forsten bei Veckerhagen an der Weser.
Nach seiner Ausbildung wurde er zum Hof- und Jagd-Junker des Landgrafen Wilhelm I. und Assessor der oberen Kameralbehörde in Kassel ernannt und lernte hierbei den Oberjägermeister Friedrich Ludwig von Witzleben kennen, der ihn besonders förderte. 1800 verließ er den Staatsdienst und übernahm die Verwaltung des Familienguts in Wehnde im Eichsfeld.
Nachdem König Friedrich Wilhelm III. 1802 das gesamte Eichsfeld für Preußen in Besitz genommen hatte, wurde Carl von Wintzingerode die Oberforstmeisterstelle bei der Kriegs- und Domänenkammer in Heiligenstadt übertragen. In dieser Stellung ging er 1807 in die Verwaltung des Königreichs Westphalen über. Bis zur Auflösung des Königreichs Westphalen 1814 blieb er als Generalinspektor der Forste und Gewässer dem Staatsrat Friedrich Ludwig von Witzleben zur Seite; in dieser Zeit erhielt Carl von Wintzingerode den späteren Oberforstmeister Heinrich Ludwig Smalian als Assistenten.
1814 wurde er als Forstreferent zu dem Militär- und Zivilgouvernement nach Halberstadt berufen, von dort 1815 nach Berlin versetzt und 1816 wurde er dort zum Geheimrat und Oberlandforstmeister ernannt. Er war maßgeblich an der Verlegung der Forstakademie (heute Hochschule für nachhaltige Entwicklung Eberswalde) von Berlin nach Eberswalde beteiligt und war bis zu seinem Tod deren Kurator; sein Nachfolger als Kurator wurde Karl August von Reuß (1793–1874).